# Justin Forsett
Pour les articles homonymes, voir Forsett.
(en) Statistiques sur pro-football-reference
Justin Forsett, né le 14 octobre 1985 à Lakeland, est un joueur américain de football américain.
Après avoir évolué dans de nombreuses franchises, depuis 2014, ce running back joue dernièrement pour les Ravens de Baltimore en National Football League (NFL). Il était devenu titulaire à la suite de la suspension de Ray Rice et de la blessure de Bernard Pierce (en).